# 外川陽子
外川 陽子（とがわ ようこ、1985年7月15日 - ）は、日本の女性アーティストである。大阪府生まれ・千葉県育ち。血液型はA型。

## ディスコグラフィ
- シングル
  - 「Together」

2007年2月14日リリース。
作編曲は大塚愛などのアレンジを手がけているIkoman。作詞は「ゴルゴンゾーラ」130万人のユーザーで、監修は川嶋あいが手がけるチャリティー楽曲。
B面には外川陽子自身が手がけた「瞳」、「探しもの」、今や卒業式の定番曲ともなっている「旅立ちの日に」、それに全収録楽曲のカラオケ版が収録される。
| スタブアイコン | サブスタブ | この項目は、まだ閲覧者の調べものの参照としては役立たない、歌手に関連した書きかけの項目です。この項目を加筆・訂正などしてくださる協力者を求めています（P:音楽/PJ:芸能人）。 |